# Jaume Torres i Grau
Jaume Torres i Grau (Barcelona, 1879-1945) fou un arquitecte modernista titulat el 1903. Va formar part de la Societat Torres Germans —l'arquitecte Raimon Torres Grau n'era el gerent— per a la qual va construir, entre 1905 i 1907, les Cases Torres Germans, un conjunt d'edificis modernistes al carrers d'Aribau, 178-180, de París, 180 bis-182 de Barcelona.
Els dos germans van participar en el concurs de projectes d'escoles graduades per a Barcelona, celebrat el 1914, i en van obtenir el segon premi. De les obres modernistes més importants de Jaume Torres destaquen, a més de les abans esmentades, les Cases Ramos de la Plaça de Lesseps, núm. 30-32 (1906), i la Casa Elena Castellano del carrer de Santa Anna, 21 (1906-1907), de Barcelona.
A partir dels anys vint, la seva obra es caracteritzà per l'adopció de les formes barroques i classicistes propugnades pel Noucentisme, com ara a l'edifici de Correus i Telègrafs (1926-1928) a la Via Laietana, fet en col·laboració amb Josep Goday, i el del Foment d'Obres i Construccions, o FOCSA, (1924) del carrer Balmes, núm. 36-42, que va ser premiat al concurs anual d'edificis artístics de l'Ajuntament de Barcelona el 1925.

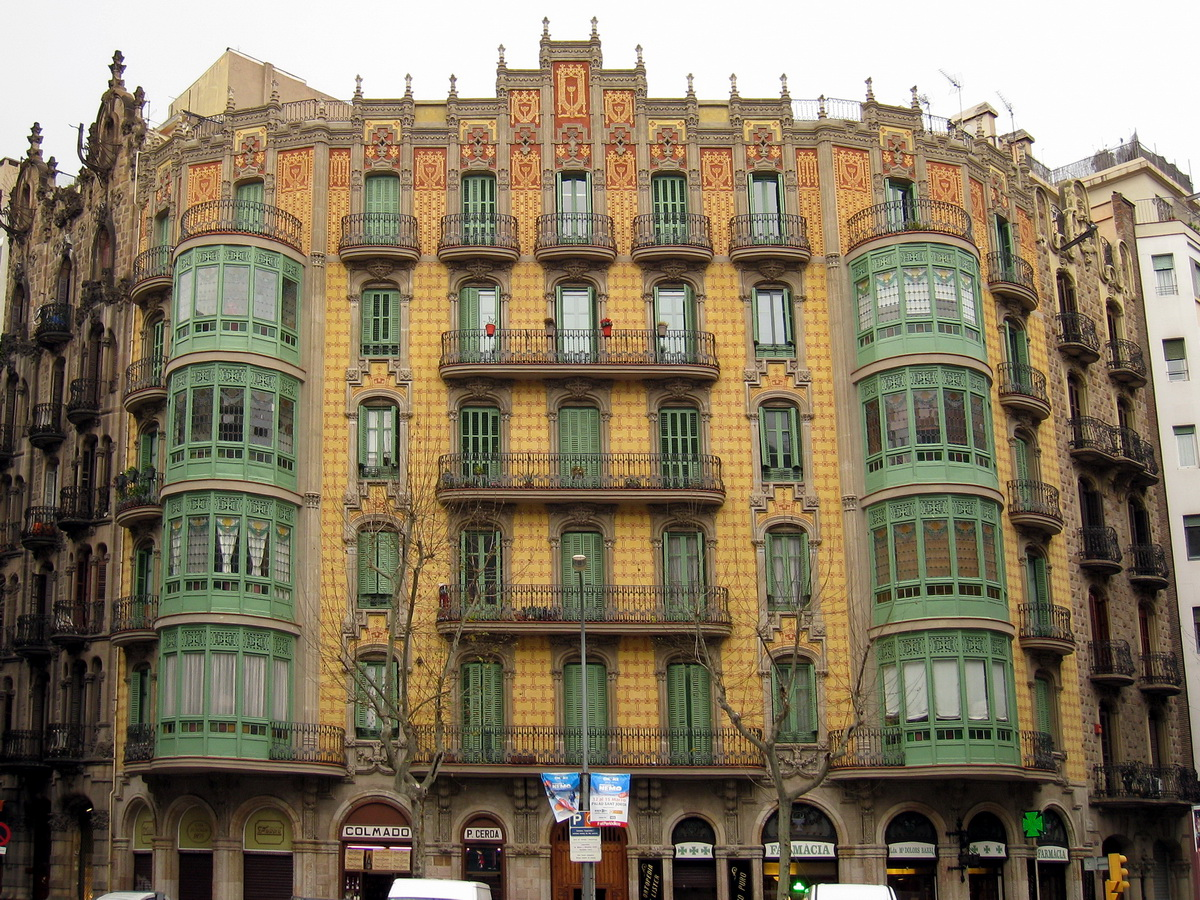
Cases modernistes a Aribau 180 (Barcelona)
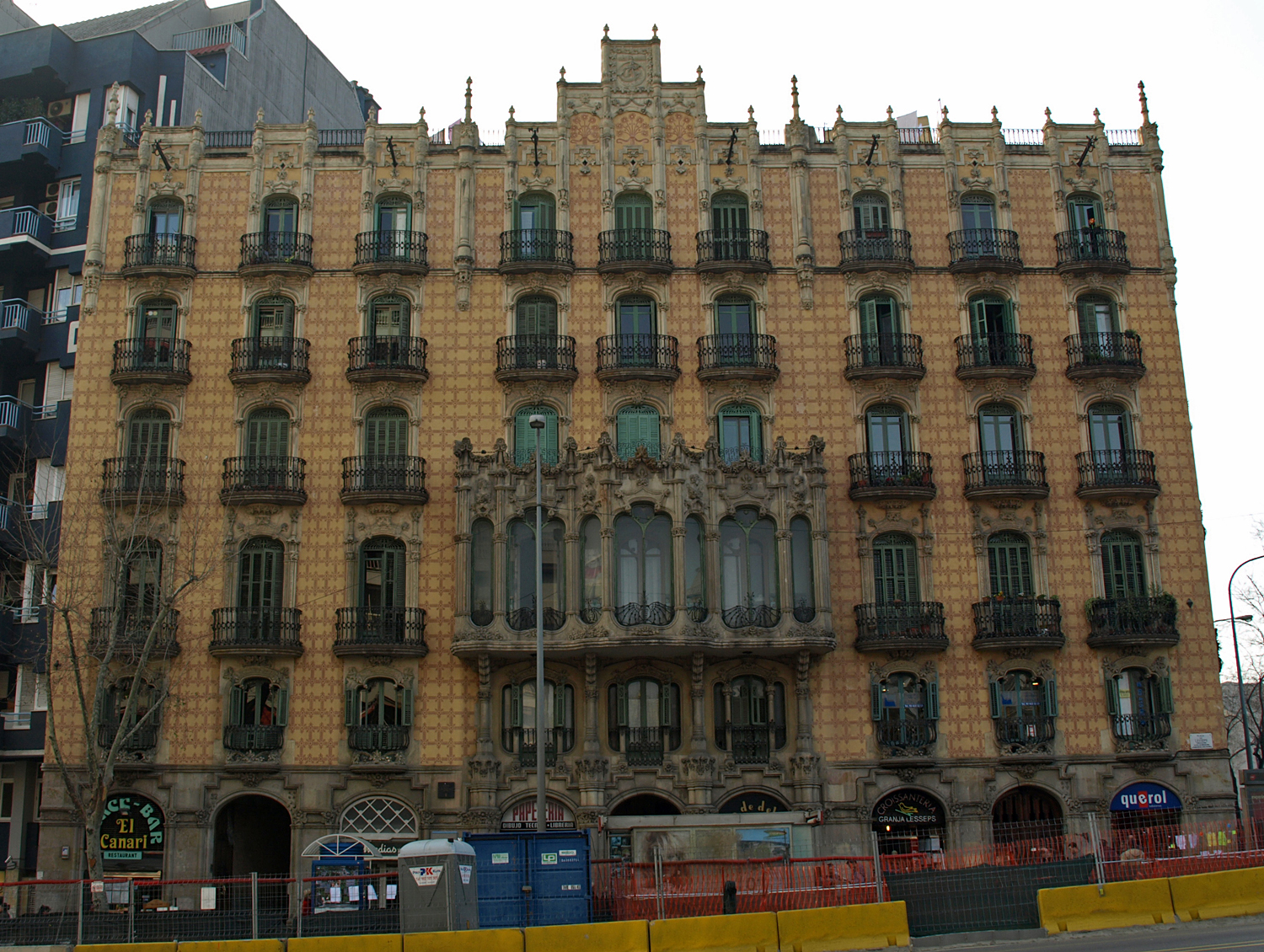
Cases Ramos, a la plaça Lesseps (1906)
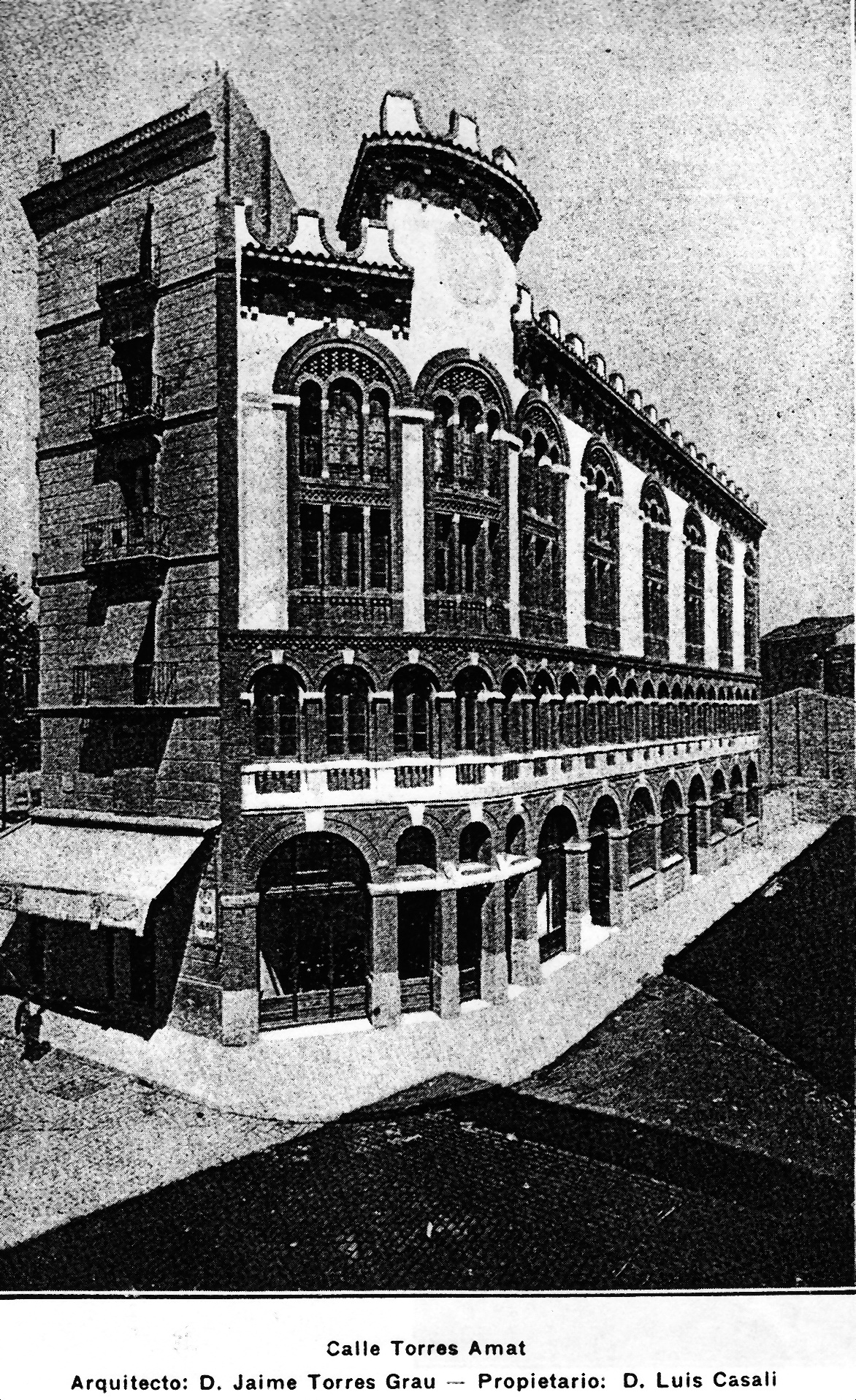
Edifici industrial encarregat per Lluís Casali, al Carrer Torres i Amat, 1, de Barcelona (1917). Es transformà el 1938.
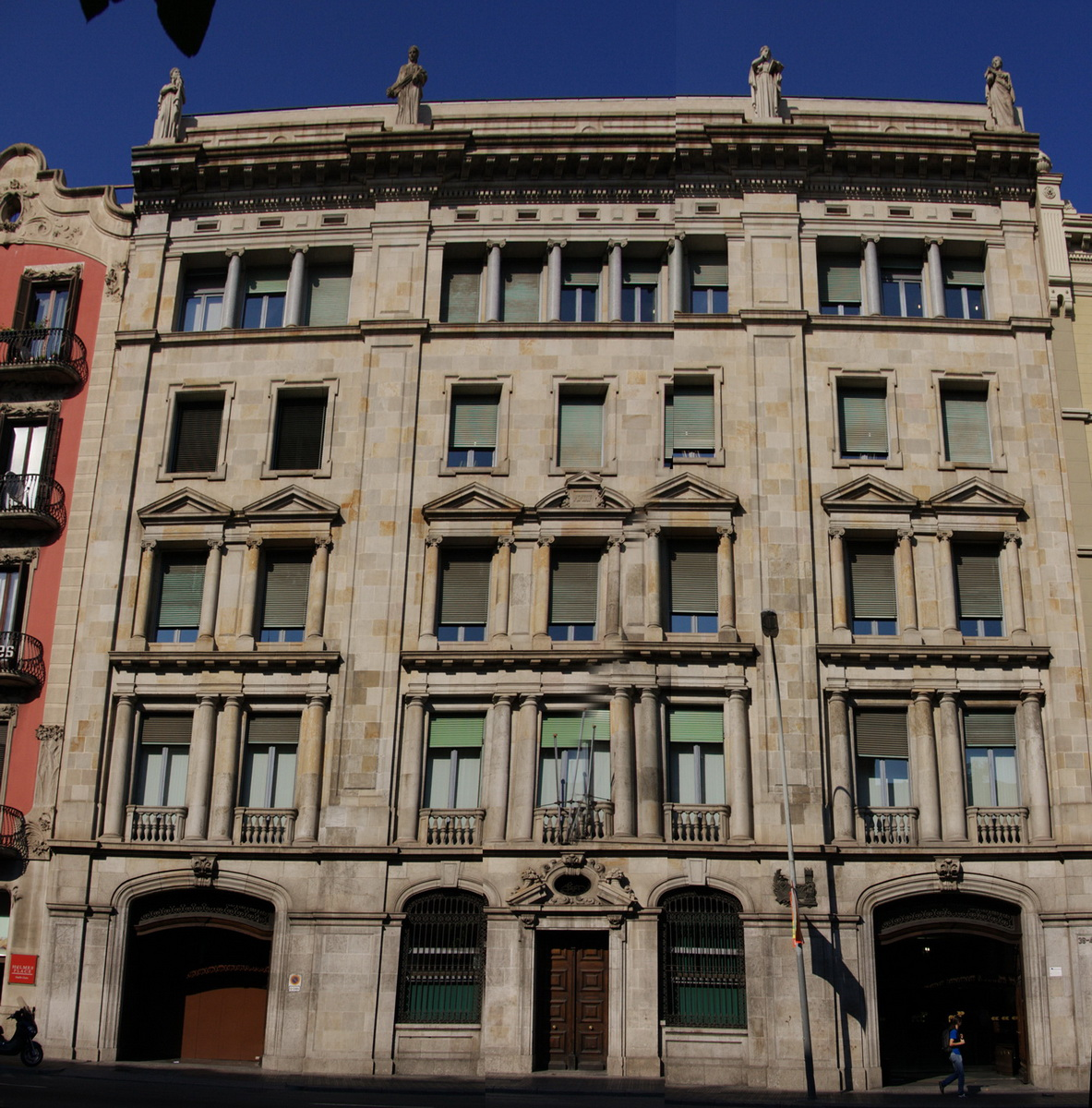
Seu de FOCSA al Carrer Balmes, 36 (1924)
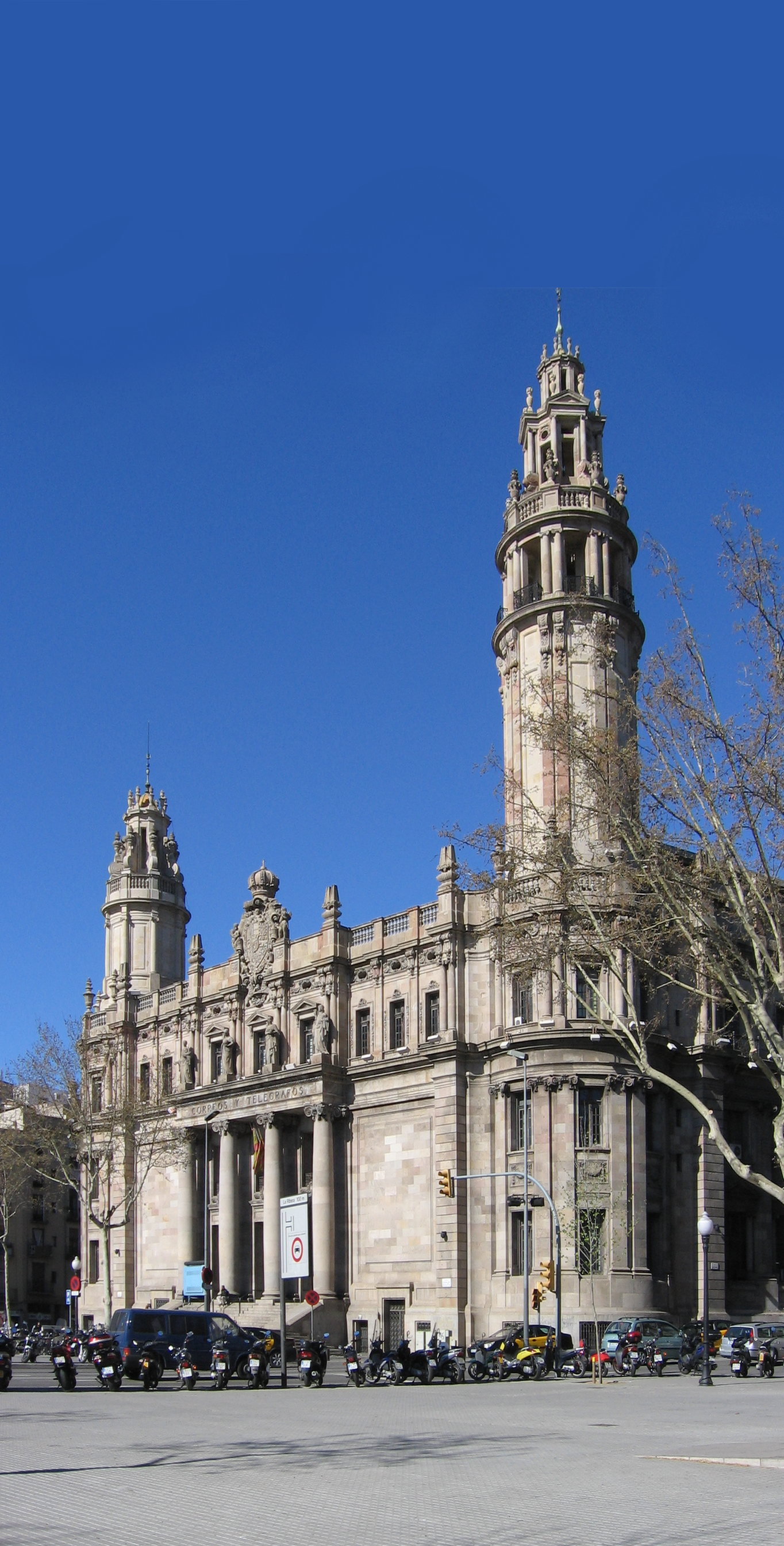
Edifici de Correus i Telègrafs (1926-1928)